# هارولد ريد
هارولد ريد (بالإنجليزية: Harold Reid)‏ هو مغن مؤلف أمريكي، ولد في 21 أغسطس 1939 في ستونتون في الولايات المتحدة.

## وصلات خارجية
- هارولد ريد على موقع IMDb (الإنجليزية)
- هارولد ريد على موقع ميوزك برينز (الإنجليزية)
- هارولد ريد على موقع ديسكوغز (الإنجليزية)